# Furina ornata
Espèce
Synonymes
- Elaps ornatus Gray, 1842
- Brachysoma simile Macleay, 1878
- Pseudelaps christieanus Fry, 1915

Furina ornata est une espèce de serpents de la famille des Elapidae.

## Répartition
Cette espèce est endémique d'Australie. Elle se rencontre en Australie-Occidentale, en Australie-Méridionale, dans le Territoire du Nord et au Queensland.

## Publication originale
- Gray, 1842 : Description of some hitherto unrecorded species of Australian reptiles and batrachians. Zoological Miscellany, vol. 2, p. 51-57 (texte intégral).